# Кабищер-Якерсон, Елена Аркадьевна
Еле́на Арка́дьевна Каби́щер-Якерсо́н (родилась 15 мая 1903 года, Витебск, Витебский уезд, Витебская губерния, Российская империя — умерла 26 ноября 1990 года, Москва, РСФСР, СССР) — советский живописец и график.

## Биография
Елена Аркадьевна Кабищер родилась 15 мая 1903 года в Витебске. Училась в художественной студии Ю. М. Пэна. С 1918 по 1921 год училась в местном художественном училище. В 1921 году Кабищер вышла замуж за начинающего скульптора Д. А. Якерсона; в том же году вместе с мужем переехала в Москву. С 1921 по 1923 год училась во ВХУТЕМАСе у Р. Фалька и В. Рождественского. Постоянная участница художественных выставок с 1927 года.
С 1925 по 1929 год Е. Кабищер-Якерсон работала в Центральном музее народоведения, позже — в фольклорном кабинете Государственной академии искусств. В 1930—1940-х годах выполняла скульптурные, живописные и манекенные работы для различных учреждений. С 1950 по 1958 год работала художницей в Московском отделении Художественного фонда СССР.
Умерла художница 26 ноября 1990 года. Похоронена на Востряковском кладбище.

## Семья
- Давид Аронович Якерсон (1896—1947) — муж, советский график, скульптор-оформитель.